# Таволга (селище)
Таволга (рос. Таволга) — селище у Киштовському районі Новосибірської області Російської Федерації.
Входить до складу муніципального утворення Новочекінська сільрада. Населення становить 56 осіб (2010).

## Історія
Згідно із законом від 2 червня 2004 року органом місцевого самоврядування є Новочекінська сільрада.

## Населення
| 2002 | 2007 | 2010 |
| ---- | ---- | ---- |
| 75   | ↗76  | ↘56  |